# SIPF
SIPF är en förkortning av Svenska Industrins IP Förening. 
Föreningens namn vid grundandet 1939 var Svenska Industriens Patentingenjörers Förening. Den 13 maj 2008 ändrades dock namnet till Svenska Industrins IP Förening för att bättre reflektera medlemmarnas yrken. Förkortningen "SIPF" kvarstår dock. 
Föreningens ändamål är att tillvarata den svenska industriens intressen inom immaterialrättens område, att främja förmedling mellan föreningens medlemmar av nyheter, upplysningar och erfarenheter, samt att verka för en god kåranda och gott uppträdande i yrkesangelägenheter. 
Föreningen håller regelbundna möten där man diskuterar frågor som rör immaterialrätt, i första hand gällande patent, varumärken och mönster. 
Föreningen verkar tillsammans med Patentombudsföreningen, SPOF, och Patentverket, PRV, för kontakter inom branschen genom att anordna gemensamma möten. Tillsammans med liknande föreningar i Belgien, Danmark, Finland, Frankrike, Italien, Norge, Schweiz, Tyskland och Österrike ingår föreningen i Fédération Européenne des Mandataires de l'Industrie en Propriété Industrielle (FEMIPI). 
Föreningen har för närvarande drygt 300 medlemmar representerande ca 70-talet svenska företag.
Det engelska namnet på föreningen är Association of IP Professionals in Swedish Industry.